# アドベンチャーズ オブ ロロ
『アドベンチャーズ オブ ロロ』（英: ADVENTURES OF LOLO 2）は、日本にて1990年にハル研究所が発売したファミリーコンピュータ用コンピュータゲームソフトである。その後、1990年に北米、1991年に欧州にて発売された。また、Wii、ニンテンドー3DS、Wii Uのバーチャルコンソール対応ソフトのひとつ。

## 概要
MSXやファミリーコンピュータで発売されたアクションパズルゲーム・『エッガーランドシリーズ』（1985年 - 2000年）の続編的な内容となっており、キャラクターやゲームのルールはそのまま引き継がれている。このため、エッガーランドシリーズの一部として扱われることが多い。
1990年12月26日には、同じくファミリーコンピュータ用のソフトとして『アドベンチャーズ オブ ロロⅡ』が発売されている。こちらはエッガーランドシリーズで最高レベルの難易度を誇る。
詳しくは、『エッガーランド』の項を参照のこと。

## 他機種版
| No. | タイトル                                      | 発売日                                      | 対応機種        | 開発元     | 発売元     | メディア                              | 型式 | 売上本数 | 備考 |
| --- | --------------------------------------------- | ------------------------------------------- | --------------- | ---------- | ---------- | ------------------------------------- | ---- | -------- | ---- |
| 1   | アドベンチャーズ オブ ロロ                    | 2007年6月5日 2008年1月21日 PAL 2008年2月1日 | Wii             | ハル研究所 | 任天堂     | ダウンロード （バーチャルコンソール)  | -    | -        |      |
| 2   | アドベンチャーズ オブ ロロ                    | 2014年4月9日                                | ニンテンドー3DS | ハル研究所 | ハル研究所 | ダウンロード （バーチャルコンソール） | -    | -        |      |
| 3   | アドベンチャーズ オブ ロロ                    | 2014年9月3日                                | Wii U           | ハル研究所 | ハル研究所 | ダウンロード （バーチャルコンソール） | -    | -        |      |
| 4   | ファミリーコンピュータ Nintendo Switch Online | 2018年12月12日                              | Nintendo Switch | 任天堂     | 任天堂     | ダウンロード                          | -    | -        |      |

## スタッフ
- 音楽：金指英樹
- 音楽プログラマー：菅浩秋

## 評価
- ゲーム誌『ファミコン通信』の「クロスレビュー」では、7・7・8・8の合計30点（満40点）でシルバー殿堂入りを獲得[5][4]、レビュアーの意見としては、「一面ずつ頭をひねらないとクリアーがおぼつかないほど難解なのだが、おもしろい」などと評されている[5]。

- ゲーム誌『ファミリーコンピュータMagazine』の読者投票による「ゲーム通信簿」での評価は以下の通り16.99（満30点）となっている[1]。同誌1991年5月10日号特別付録の「ファミコンロムカセット オールカタログ」では、「50面しかないけれど、シリーズの中では一番美しい画面構成になっている」、「ルールはかわらないが、パズルの難しさはシリーズ最強だ」と紹介されている[1]。

| 項目 | キャラクタ | 音楽 | 操作性 | 熱中度 | お買得度 | オリジナリティ | 総合  |
| 得点 | 3.07       | 2.70 | 2.96   | 2.84   | 2.72     | 2.70           | 16.99 |